# Maximum Bob
Maximum Bob est une série télévisée américaine en sept épisodes de 45 minutes, créée par Alex Gansa d'après le roman éponyme d'Elmore Leonard et diffusée entre le 4 août et le 15 septembre 1998 sur le réseau ABC.
En France, la série a été diffusée entre le 5 décembre 1998 et le 16 janvier 1999 sur Canal Jimmy.

## Synopsis
Bob Gibbs est un juge ultra-conservateur, surnommé « Maximum Bob » en raison de la sévérité de ses jugements, qui règne sur la petite ville de Deep Water, en Floride. Autour de lui gravitent des personnages tout aussi excentriques que lui, comme son épouse qui se croit possédée par l'esprit d'une esclave noire morte un siècle auparavant, le shérif, grand amateur de danse de salon ou bien encore Kathy Baker, officier de probation qui n'hésite pas à s'opposer à lui.

## Distribution
- Beau Bridges : Juge Bob Gibbs
- Liz Vassey : Kathy Baker
- Sam Robards : Shérif Gary Hammond
- Kiersten Warren : Leanne Lancaster
- Rae'Ven Larrymore Kelly (en) : Wanda Grace

## Épisodes
1. Pilote (Pilot), réalisé par Barry Sonnenfeld
2. Le détenu aime les orchidées (Wandalust), réalisé par John David Coles
3. L'Ex-femme du juge (Bay of Big's), réalisé par Marc Buckland
4. Queue de poisson (A Little Tail), réalisé par Todd Holland
5. Il est gentil le chien (Good Dog Karl), réalisé par Elodie Keene
6. Le Couloir de la mort (Dead Babe Walking), réalisé par Felix Enriquez Alcala
7. Harcèlement sexuel (Once Bitten...), réalisé par Ken Fink

## Commentaires
L'arrêt de la série est dû à une perte d'audience. Elle avait été programmée à la même heure que New York Police Blues et n'a pu faire face.